# 杉本ゆみか
杉本 ゆみか（すぎもと ゆみか、1975年3月18日 - ）は、日本のAV女優。静岡県出身。
身長：155cm、スリーサイズ：B86（C-70）・W58・H85、血液型：A型。
趣味：コンサートを見に行くこと。   

## 経歴
1993年、『石井みづほ』名で『天使の秘め事』にてデビュー。その後、数本の出演の後『杉本ゆみか』に改名する。
1995年に一時活動を休止した後、翌1996年に活動を再開し、2001年で引退する。
2006年7月、XCITYの懐かしのAV女優を紹介するシャイニングメモリーズに選ばれている。
2012年のアダルトビデオ30周年企画、AV30ではオールアダルトジャパンから発売された『美少女AV女優の頂点 1990年代セレクション』で1990年代を代表する美少女AV女優24人の1人に、『AV女優100人 3 超人気女優から、幻の女優まで』で、史上最高の女優100人ベストの第三弾に選ばれている。

## 出演作品

### アダルトビデオ
石井みずほ名義
- 天使の秘め事（1993年11月27日 九鬼）
- 新・妹の下着3（1993年12月22日 九鬼）
- 女子高生中毒（1994年1月22日 九鬼）
- 乙女のシミ付きパンティー（1994年、VHS　サクセス）

杉本ゆみか名義
- デビューゆみか18歳（1994年3月17日 メシア）
- 18歳の失神（1994年4月21日 メシア）
- シルエットキッス（1994年5月16日 シャイ）
- 制服・処女をあげたい!（1994年6月9日 オークランド）
- 若妻どれいVI（1994年8月19日 シャイ）
- ヴィーナス・バニーIX（1994年9月30日 シャイ）
- 瞬愛（1995年1月19日 九鬼）
- 着せかえユミカちゃん（1995年3月10日 九鬼）
- 人間廃業（1995年6月9日 バビロン）
- 復活（1996年6月26日 九鬼）
- 隷嬢・ゆみか（1996年7月25日 九鬼）
- VINILハウスの果実たち2（1998年、VHS　九鬼）
- SPLENDOR (1999年4月30日　シャイ)
- 元祖 人間廃業ファイル（2001年1月19日　バビロン）

共演ビデオ
- 女学生の友 (3) （1994年8月28日、VHS　宇宙企画）（高野ひとみ）
- 痴漢「いけない指戯」電車（1994年、VHS　マドンナ社）（水沢早紀）
- ナース倶楽部(6)（1994年11月27日　宇宙企画））（谷口和希・倉橋里穂）
- セクシャル・バイオレンス 血に飢えた女郎ども（1995年3月31日 HMP）（飛鳥いずみ・立原貴美）
- AVアイドル四姉妹物語（1995年、VHS　九鬼）（水野愛・可愛ゆう・岡崎美女）
- 巨乳ノーパン姉妹（1995年、VHS　笠倉出版）（森田美保・咲坂るい・遠藤真澄）

## 書籍

### 写真集
- early fall. 英知出版, 1994